# Levittown (Nova York)
Levittown és una concentració de població designada pel cens dels Estats Units a l'estat de Nova York. Segons el cens del 2000 tenia 53.067 habitants.

## Demografia
Segons el cens del 2000, Levittown tenia 53.067 habitants, 17.207 habitatges, i 14.109 famílies. La densitat de població era de 2.978,1 habitants per km².
Per edats la població es repartia de la següent manera: un 25,7% tenia menys de 18 anys, un 7% entre 18 i 24, un 31,4% entre 25 i 44, un 23% de 45 a 60 i un 12,9% 65 anys o més.
L'edat mediana era de 37 anys. Per cada 100 dones de 18 o més anys hi havia 91,4 homes.
La renda mediana per habitatge era de 69.923 $ i la renda mediana per família de 73.851 $. Els homes tenien una renda mediana de 50.603 $ mentre que les dones 35.962 $. La renda per capita de la població era de 25.917 $. Entorn del 2,2% de les famílies i el 2,9% de la població estaven per davall del llindar de pobresa.